# J.J. Watt
Justin James "J.J." Watt, född 22 mars 1989, är en defensive end i Arizona Cardinals  i NFL. Han spelade collegefotboll i Wisconsin och blev draftad av Texans som den elfte spelaren i draften 2011.
Watt är en av ligans mest dominanta försvarare vilket visar sig i hans tre NFL Defensive Player of the Year-utmärkelser, delat störst antal någonsin tillsammans med en legendarisk Hall of Famer, Lawrence Taylor. Förutom hans originalposition defensive end spelar Watt ibland också som defensive tackle och han har även spelat ett antal gånger i den offensiva uppställningen som tight end. Som tight end har Watt fångat tre touchdowns. Watt är den enda spelaren i historien som har gjort 20 sacks eller mer i två olika säsonger.

## Professionell karriär

### Säsongen 2011
Efter att ha varit bäst i alla kategorier förutom --- på sin position på NFL Combine förutom 40-yard dash blev Watt draftad av Houston Texans i första rundan 2011. 
Watt startade alla 16 matcher sin rookie-säsong och slutade med 56 tacklingar, 5.5 sacks och fyra passes defended. Texans tog sig detta år till slutspel för första gången i lagets historia och i slutspelet gjorde Watt 14 tacklingar, 3.5 sacks, en pass defended och en interception som han tog till en touchdown. Watt kom in i Pro-Football Weekly/PWFA All-Rookie Team för sina meriter under säsongen.

### Säsongen 2012
Watts säsong 2011 var en av de absolut bästa någonsin för en defensiv spelare. Watt slutade med 81 tacklingar, 20.5 sacks, 16 passes defended och fyra forced fumbles. Texans tog sig till slutspel för andra året i rad och även där presterade Watt i de två matcher som spelades. Hans otroliga prestationer gjorde att han kom in i 2012 års Pro Bowl, ligans All Pro-lag, NFL Defensive Player of the Year och Pro Football Weekly/PFWA Most Valuable Player. Watt blev även inröstad som nummer fem i den spelarvalda topplistan över ligans bästa spelare.

### Säsongen 2013
2013 var ett dåligt år för laget och det visade sig även på skillnaden i Watts produktion från året innan även om detta enkelt kan förklaras med att han året innan hade haft en historisk säsong. Texans slutade året 2-14 och var därmed långt ifrån slutspelet. Trots detta tog sig Watt in både i Pro Bowl och All Pro-laget.

### Säsongen 2014
Innan 2014 års säsong skrev Watt på en förlängning av sitt kontrakt med Texans. Kontraktförlängningen var värd 100 miljoner dollar över sex år. Förutom detta fick Watt 30,9 miljoner i signing bonus och en garanti att han skulle få ytterligare en bonus på 21 miljoner om han var kvar i laget av början av 2016. Kontraktet gjorde Watt till den mest betalade spelaren i ligan om man räknar bort quarterbackar.
2014 kom att bli, om möjligt, en ännu bättre säsong än två år tidigare. I en match mot Oakland Raiders, den 14 september, blev Watt den första defensiva spelaren i Texans historia som gjorde en offensiv touchdown efter att han kom in och spelade tight end. Det här var den första av tre offensiva touchdowns den här säsongen vilket ytterligare tillförde till Watts historiska defensiva säsong. Förutom hans framgångar som tight end var Watt även i storform på den defensiva sidan och hans produktion var i samma klass som två år tidigare. Watt samlade ihop 78 tacklingar, 20.5 sacks, tio passes defended, en interception, två defensiva touchdowns och fyra forced fumbles. Denna produktion ledde till att Watt för tredje året i rad blev invald till Pro Bowl och All Pro-laget som defensive end, han blev även invald i Second Team All Pro, snäppet under, som defensive tackle. Watt blev återigen utnämnd till NFL Defensive Player of the Year och var dessutom den första defensiva spelaren sedan 2009 som fick röster till MVP, han fick 13 av 50 röster. Han blev även utnämnd till bästa spelare i ligan.

### Säsongen 2015
2015 var en säsong där Watt kämpade med skador hela året. Trots detta startade han alla 16 matcherna och han ledde ligan i sacks med 17.5. Texans tog sig med hjälp av ett resultat på 9-7 till slutspel men förlorade första matchen i slutspelet med 30-0 mot Kansas City Chiefs. Efter säsongen opererade Watt sig för sina skador och påbörjade rehabiliteringen inför nästa säsong. Watt blev utnämnd till Pro Bowl och All Pro-laget för fjärde året i rad och vann dessutom sin tredje NFL Defensive Player of the Year, i och med det tangerade han Lawrence Taylors rekord i antal sådana utnämningar. Han röstades även in som tredje bästa spelaren i ligan av sina medspelare.

### Säsongen 2016
Watt återskadade ryggen i början av säsongen och i vecka tre avslutades säsongen för Watts del. Han gjorde en ny ryggoperation och började träna inför 2017.

## Statistik
| År     | Lag    | Matcher | Tacklingar | Sacks | Passes Defended | Interceptions | Forced Fumbles | Fumble Recoveries | Defensiva touchdowns |
| ------ | ------ | ------- | ---------- | ----- | --------------- | ------------- | -------------- | ----------------- | -------------------- |
| 2011   | Texans | 16      | 56         | 5.5   | 4               | 0             | 0              | 2                 | 0                    |
| 2012   | Texans | 16      | 81         | 20.5  | 16              | 0             | 4              | 2                 | 0                    |
| 2013   | Texans | 16      | 80         | 10.5  | 7               | 0             | 4              | 2                 | 0                    |
| 2014   | Texans | 16      | 78         | 20.5  | 10              | 1             | 4              | 5                 | 2                    |
| 2015   | Texans | 16      | 76         | 17.5  | 8               | 0             | 3              | 1                 | 0                    |
| 2016   | Texans | 3       | 8          | 1.5   | 0               | 0             | 0              | 0                 | 0                    |
| Totalt | Totalt | 83      | 379        | 76.0  | 45              | 1             | 15             | 12                | 2                    |

Statistik från NFL.com